# Oxyopes embriki nigriventris
Oxyopes embriki là một phân loài nhện trong họ Oxyopidae.
Loài này thuộc chi Oxyopes. Oxyopes embriki nigriventris được Embrik Strand miêu tả năm 1906.